# Violante Beatriz de Baviera
Violante Beatriz de Baviera (en alemán: Violante Beatrix von Bayern; en italiano: Violante Beatrice di Baviera; Múnich, 23 de enero de 1673-Florencia, 30 de mayo de 1731) fue gran princesa de Toscana (princesa hereditaria) como esposa del gran príncipe Fernando de Médici, y gobernadora de Siena desde 1717 hasta su muerte. Nacida princesa de Baviera, por ser la hija menor del príncipe elector Fernando María, se casó con el heredero al trono de Toscana en 1689. Ella lo amaba, pero Fernando no le correspondía, ya que la consideraba demasiado fea y aburrida. Su cuñado, el príncipe Juan Gastón de Médici, le demostró gran simpatía, estableciendo un vínculo amistoso que perduró hasta la muerte de Beatriz.
Fernando murió de sífilis en 1713, dejándola viuda, sin hijos y sin un propósito en la corte de Toscana. Al regreso de la electora Ana María Luisa de Médici, hija del monarca reinante de Toscana, Cosme III de Médici, y por lo tanto su cuñada, contempló la posibilidad de retirarse a la corte de su hermano en Múnich, sin embargo, Juan Gastón la convenció de quedarse y Cosme III la nombró gobernadora de Siena, donde residió a partir de entonces. Como gobernadora, definió formalmente los límites, nombres y número de Contrade sieneses —similar a divisiones administrativas o distritos— en 1729. Durante la tenencia del gran duque Juan Gastón, la gobernadora fue la responsable de las audiencias judiciales. En colaboración con Ana María Luisa, trató de retirar a Juan Gastón de los Ruspanti, su séquito de inmorales, organizando banquetes y apariciones públicas. Juan Gastón, sin embargo, era inmune a estas propuestas y pasó los últimos ocho años de su reinado en cama, entretenido por una miríada de Ruspanti.

## Infancia

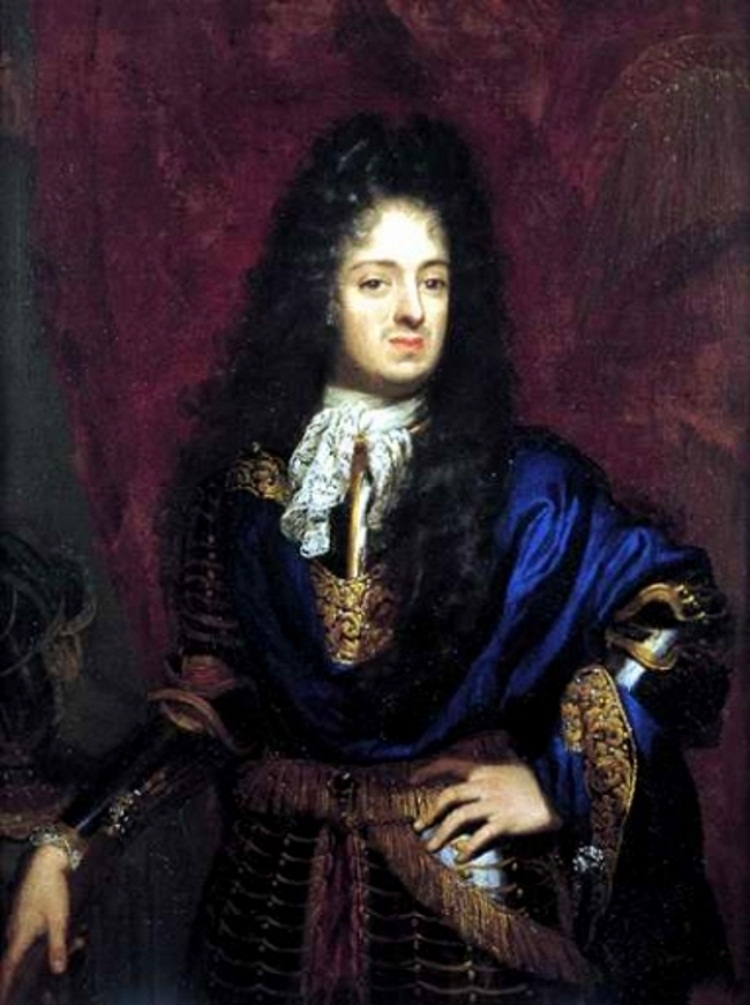
El gran príncipe Fernando de Médici, esposo de Violante, en un retrato de Niccolò Cassana de 1687.

Fue la hija menor del príncipe elector de Baviera, Fernando María y de la princesa Enriqueta Adelaida de Saboya. Nació en Múnich, capital de Baviera. Sus hermanos sobrevivientes eran María Ana Victoria, delfina de Francia; el príncipe elector Maximiliano II Emanuel; y José Clemente, arzobispo-elector de Colonia.
Cuando tenía un año de edad, hubo un devastador incendio en la Residencia de Múnich. Debido a que su padre estaba ausente, su madre la salvó a ella y a sus hermanos, saliendo todos descalzos, debido a ello su madre cogió un resfriado en el proceso, lo que la llevaría a la muerte dos años después, cuando Violante tenía tres años. Su padre fallecería a su vez tres años después, cuando tenía seis. Al quedar huérfana, la baronesa piamontesa Federica Simeoni se encargó de su crecimiento y educación, quien la introdujo en el estudio del laúd y el canto, de lenguas extranjeras como el francés, el turco y el español, aparte de otros tres idiomas, así como el teatro y la poesía, que cultivó hasta el final de sus días. También recibió una educación monástica y tocaba el clavicémbalo y la flauta.
Estos años de juventud fueron para la princesita hechos de la vida al aire libre, el ejercicio, la caza y la equitación, una actividad que ya no pudo practicar cuando, a los quince años, llegó a la corte florentina, un ambiente formal y tradicionalista.

## Matrimonio
El gran duque Cosme III de Toscana eligió en 1688 a Violante Beatriz como una novia de prestigio —Baviera era uno de los estados más poderosos del Sacro Imperio Romano Germánico— para su hijo mayor y heredero, Fernando. Como el padre de Cosme, Fernando II de Médici, había envuelto al elector Fernando María en una arriesgada empresa financiera que finalmente falló, lo que le costó 450 000 ungheri de oro, las relaciones entre Múnich y Florencia eran agrias. Para conseguir la mano de Violante, Cosme fue obligado a reembolsar al hijo de Fernando María, Maximiliano II. Con este obstáculo superado, el contrato matrimonial se firmó el 24 de mayo de 1688, otorgando a Violante una dote de 400 000 ducados en efectivo y la misma cantidad en joyas.
De esta manera se convirtió en gran princesa de Toscana poco antes de cumplir dieciséis años de edad, el 9 de enero de 1689, el día de su matrimonio. Se enamoró inmediatamente de su marido, a pesar del hecho de que él la detestaba. Sin embargo, Cosme III no encontraba fallos en su nuera, diciendo: «Nunca he conocido, ni creo que se pueda producir en el mundo, una disposición tan perfecta».

## Gran princesa de Toscana

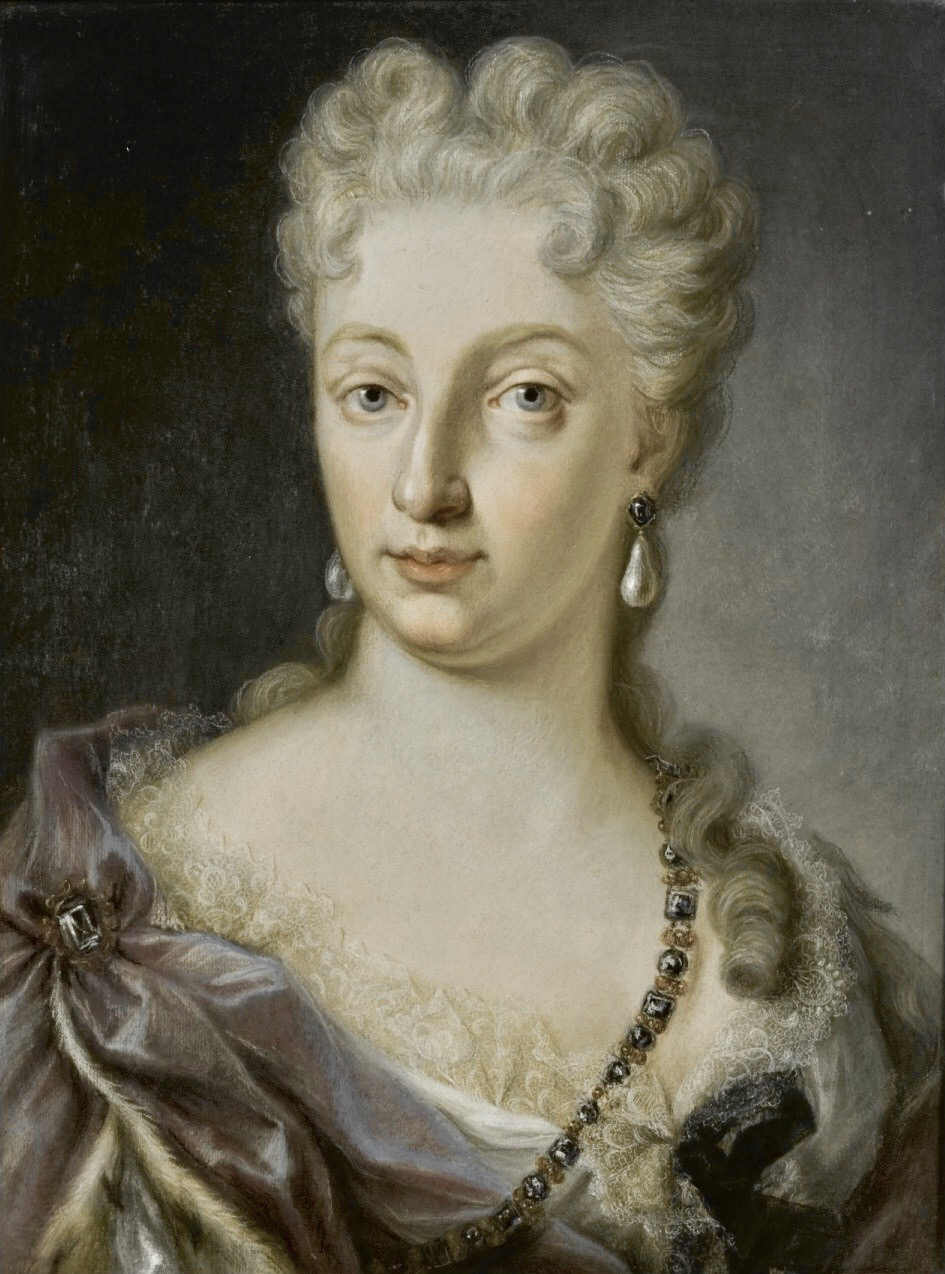
La gran princesa de Toscana a la edad de 30 años. Este retrato se pensó inicialmente que era el único que quedaba de Violante Beatriz.

La falta de descendencia de la pareja principesca después de seis años de matrimonio perturbaba al gran duque. En consecuencia era causa de gran parte de las penas de la gran princesa, él encargó tres días de observancia religiosa para remediar la falta de hijos en abril de 1694. Las esperanzas de tener un heredero se desvanecieron cuando Fernando contrajo la sífilis en 1696, durante el Carnaval de Venecia, enfermedad que le causó la muerte diecisiete años más tarde. La princesa cayó víctima de un estado de melancolía, que no pasó desapercibido para su cuñado, el príncipe Juan Gastón, que como resultado se convirtió en su gran amigo. Violante Beatriz rara vez hablaba de su dolor emocional, excepto en una ocasión que en presencia de sus damas acusó al amante de Fernando, el castrato Cecchino de Castris, de ser el origen de sus males. Fernando a menudo declaraba abiertamente que su esposa era «demasiado aburrida y muy fea», lo que solamente empeoró la situación.
La gran princesa se encontró, en 1702, en medio de una disputa protocolar entre Toscana y España. El gran duque envió un agente a la corte de Felipe V de España con el objetivo de obtener una licencia para el gran príncipe y la princesa, quienes, hipotéticamente, adquirieron la dignidad real con Cosme III el 5 de febrero de 1691 del emperador del Sacro Imperio Romano Germánico, Leopoldo I, diploma — para usar el estilo Alteza Real en correspondencia con España. Felipe V inicialmente se dignó sólo a sancionar el uso de su tía, Violante Beatriz; sin embargo, el agente Pucci finalmente requirió el reconocimiento total.
Los reyes Felipe V y Federico IV de Dinamarca visitaron a Violante en 1703 y 1709, respectivamente. El primero optó por ignorar a los otros miembros de la familia real toscana y se dignó a regañadientes solo hablar con ella. Este último, en cambio, fue llevado con Violante, llegando a negarse a salir de la habitación mientras se cambiaba de ropa.

## Viudez

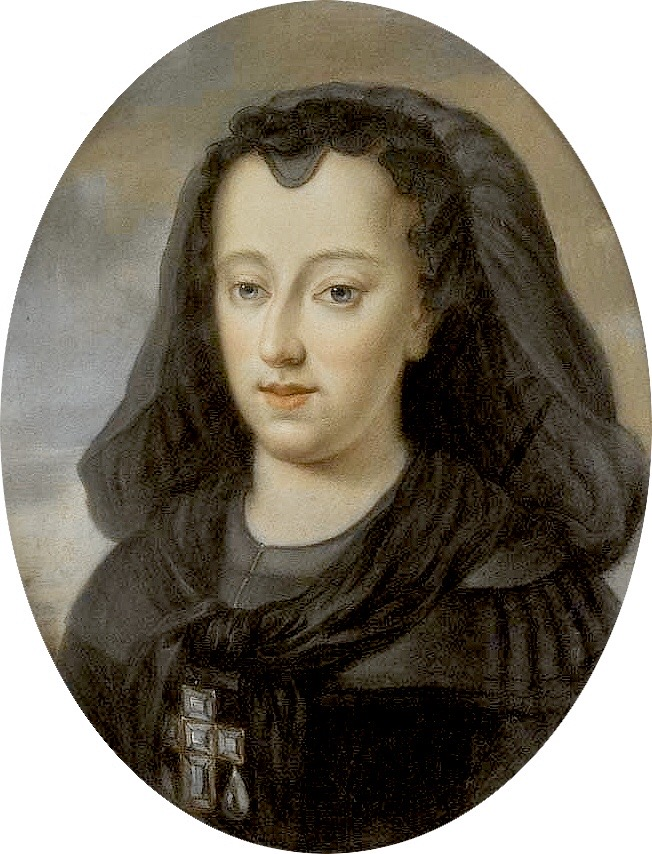
Violante Beatriz representada en traje de luto después de la muerte de su esposo por Giovanna Fratellini.

El gran príncipe, después de mucho sufrimiento, murió de sífilis el 31 de octubre de 1713, provocando una crisis de sucesión y dejando a su esposa sin hijos y, por lo tanto, sin propósito. La viuda estaba tan angustiada que los médicos tuvieron que sangrarla para calmarla. Cosme III le dio un juego de zafiros azules como muestra de luto. Violante Beatriz consideró regresar a su tierra natal cuando se enteró de que la electora Ana María Luisa, nacida como una princesa toscana, iba a regresar inminentemente; las dos no se llevaban bien. Violante, además, sería usurpada como primera dama de Toscana. Para sofocar cualquier disputa futura con respecto a la precedencia, Cosme III nombró a Violante gobernadora de Siena, cuyos deberes como tal la mantuvieron alejada de la corte toscana, y le dio posesión de la Villa di Lappeggi, que se convirtió, en palabras del historiador Harold Acton, "una especie de academia literaria". Aquí, festejó a los poetas Lucchesi, Ghivanizzi y Morandi. Aunque la precedencia se estableció consciente de la dignidad de Violante, la electora la ignoró en varias ocasiones. Así, Violante negó a presentarse con ella en público.

## Gobernadora de Siena

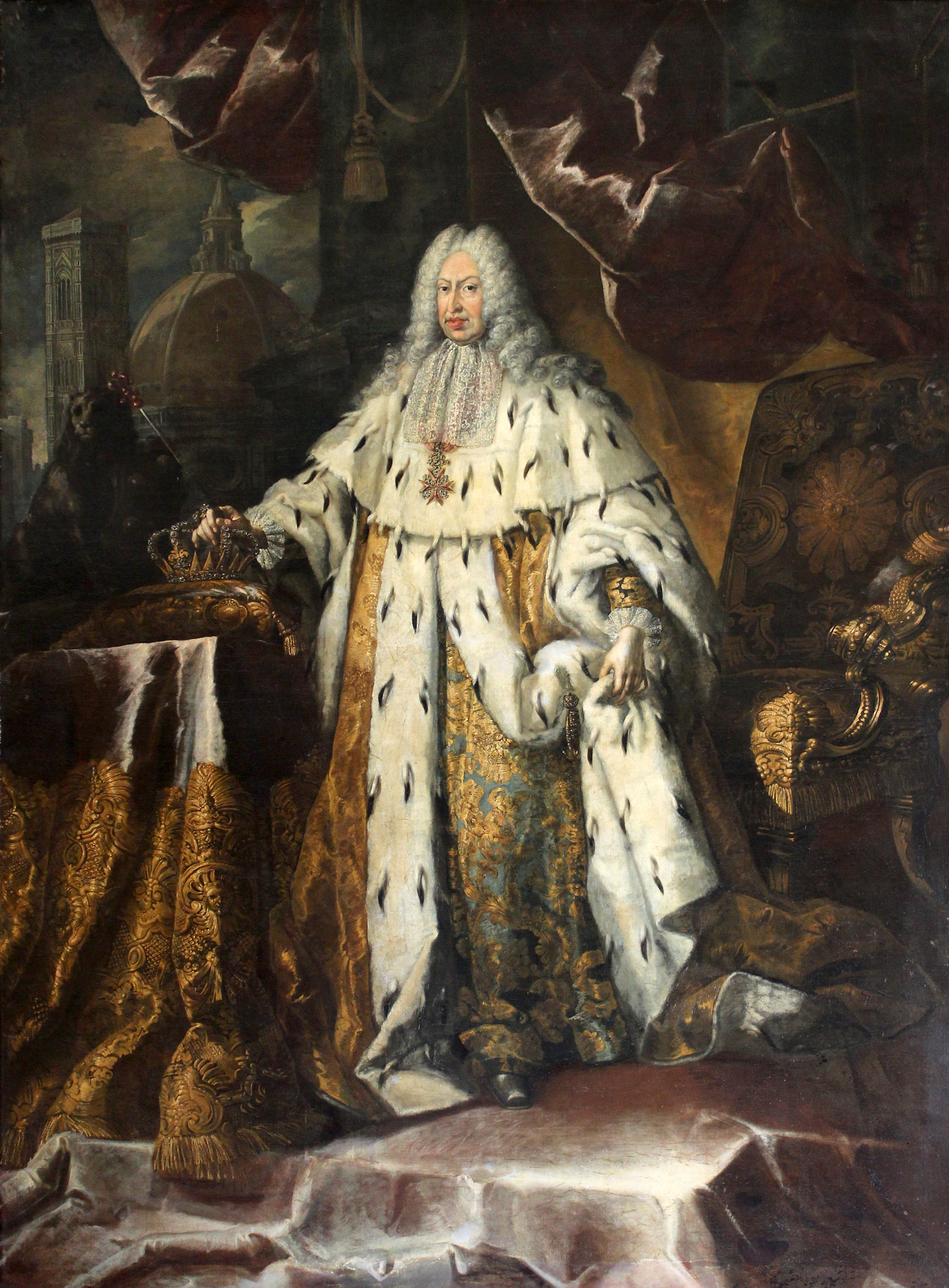
El gran duque Juan Gastón, cuñado de Violante, por Franz Ferdinand Richter, 1737.

La gobernadora entró en sus dominios en abril de 1717 y se instaló en el centro de la ciudad. El acto más memorable de Violante Beatriz como gobernadora fue la reorganización de la Contrade de Siena, similar a las divisiones administrativas, cuyos nombres, número y límites ella definió formalmente y que permanecen allí hasta el día de hoy. El gran duque Cosme III murió el 31 de octubre de 1723; Juan Gastón ascendió al trono. Inmediatamente llamó a Violante Beatriz a Florencia y desterró a su hermana a Villa La Quiete. Violante dominó la corte real cuando Juan Gastón renunció a sus deberes públicos en ella y, literalmente, decidió pasar la mayor parte de su tiempo en la cama. La "tristeza religiosa" de Cosme III dio paso a un período de rejuvenecimiento: Violante Beatriz instituyó la moda francesa en la corte, obligó a una miríada de Eclesiastés a retirarse y patrocinó a los poetas Siense Perfetti y Ballati. Violante llevó a Perfetti a Roma en 1725 y se quedó en el Palacio Madama. Durante su estadía en los Estados Pontificios, conoció al papa Benedicto XIII, quien la encontró tan agradable que le otorgó la Rosa de Oro, una gran marca del favor papal.
A su regreso de Roma, Violante y la electora Ana María Luisa decidieron hacer algo sobre la imagen pública de Juan Gastón y los Ruspanti, su séquito. Para distraerlo de los Ruspanti, Violante organizó banquetes, a los que invitó a los miembros más destacados de la sociedad toscana. El comportamiento del gran duque, vomitando, eructando y haciendo bromas groseras, literalmente hizo que los invitados se apresuraran a irse. La electora fue más afortunada por su parte. Logró hacer aparecer a Juan Gastón el día de San Juan Bautista de 1729. Sin embargo, durante la ceremonia, el gran duque se embriagó tanto que tuvo que ser arrastrado de regreso al Palacio Pitti en una litera.

## Muerte
En 1731, apenas cinco meses antes de la llegada de las tropas en nombre del heredero español de Juan Gastón, Violante murió. Durante la procesión fúnebre, su coche fúnebre se detuvo brevemente en el Palacio Pitti, una acción que enfureció al gran duque, quien ordenó que el coche fúnebre se moviera con palabras a un contemporáneo apodado "no apto para la más baja de las rameras, y mucho menos para una princesa nacida". La mayor parte de los restos de Violante fueron enterrados en el Convento de Santa Teresa, en Florencia; su corazón fue depositado en el ataúd de su marido en la Capilla de los Médici, en la Basílica de San Lorenzo. 
No obstante, cuando Napoleón Bonaparte llegó a Italia y fue a Florencia, hizo que el cuerpo de Violante fuera llevado desde el Convento hasta la Capilla de los Médici, donde sería depositado. En 1857 se redescubrió su sarcófago, el cual llevaba el sello imperial de Napoleón. El 26 de febrero de 1858, fue devuelta al convento, llevada allí en el coche fúnebre real.

## Ancestros
|  |                                                    |  |  |  |  |  |  |  |  |  |  |  |  |  |  |  |
|  | 16. Alberto V de Baviera                           |  |  |  |  |  |  |  |  |  |  |  |  |  |  |  |
|  |                                                    |  |  |  |  |  |  |  |  |  |  |  |  |  |  |  |
|  |                                                    |  |  |  |  |  |  |  |  |  |  |  |  |  |  |  |
|  | 8. Guillermo V de Baviera                          |  |  |  |  |  |  |  |  |  |  |  |  |  |  |  |
|  |                                                    |  |  |  |  |  |  |  |  |  |  |  |  |  |  |  |
|  |                                                    |  |  |  |  |  |  |  |  |  |  |  |  |  |  |  |
|  | 17. Ana de Austria                                 |  |  |  |  |  |  |  |  |  |  |  |  |  |  |  |
|  |                                                    |  |  |  |  |  |  |  |  |  |  |  |  |  |  |  |
|  |                                                    |  |  |  |  |  |  |  |  |  |  |  |  |  |  |  |
|  | 4. Maximiliano I, duque y elector de Baviera       |  |  |  |  |  |  |  |  |  |  |  |  |  |  |  |
|  |                                                    |  |  |  |  |  |  |  |  |  |  |  |  |  |  |  |
|  |                                                    |  |  |  |  |  |  |  |  |  |  |  |  |  |  |  |
|  | 18. Francisco I de Lorena                          |  |  |  |  |  |  |  |  |  |  |  |  |  |  |  |
|  |                                                    |  |  |  |  |  |  |  |  |  |  |  |  |  |  |  |
|  |                                                    |  |  |  |  |  |  |  |  |  |  |  |  |  |  |  |
|  | 9. Renata de Lorena                                |  |  |  |  |  |  |  |  |  |  |  |  |  |  |  |
|  |                                                    |  |  |  |  |  |  |  |  |  |  |  |  |  |  |  |
|  |                                                    |  |  |  |  |  |  |  |  |  |  |  |  |  |  |  |
|  | 19. Cristina de Dinamarca                          |  |  |  |  |  |  |  |  |  |  |  |  |  |  |  |
|  |                                                    |  |  |  |  |  |  |  |  |  |  |  |  |  |  |  |
|  |                                                    |  |  |  |  |  |  |  |  |  |  |  |  |  |  |  |
|  | 2. Fernando María de Baviera                       |  |  |  |  |  |  |  |  |  |  |  |  |  |  |  |
|  |                                                    |  |  |  |  |  |  |  |  |  |  |  |  |  |  |  |
|  |                                                    |  |  |  |  |  |  |  |  |  |  |  |  |  |  |  |
|  | 20. Carlos II de Estiria                           |  |  |  |  |  |  |  |  |  |  |  |  |  |  |  |
|  |                                                    |  |  |  |  |  |  |  |  |  |  |  |  |  |  |  |
|  |                                                    |  |  |  |  |  |  |  |  |  |  |  |  |  |  |  |
|  | 10. Fernando II del Sacro Imperio Romano Germánico |  |  |  |  |  |  |  |  |  |  |  |  |  |  |  |
|  |                                                    |  |  |  |  |  |  |  |  |  |  |  |  |  |  |  |
|  |                                                    |  |  |  |  |  |  |  |  |  |  |  |  |  |  |  |
|  | 21. María Ana de Baviera                           |  |  |  |  |  |  |  |  |  |  |  |  |  |  |  |
|  |                                                    |  |  |  |  |  |  |  |  |  |  |  |  |  |  |  |
|  |                                                    |  |  |  |  |  |  |  |  |  |  |  |  |  |  |  |
|  | 5. María Ana de Austria                            |  |  |  |  |  |  |  |  |  |  |  |  |  |  |  |
|  |                                                    |  |  |  |  |  |  |  |  |  |  |  |  |  |  |  |
|  |                                                    |  |  |  |  |  |  |  |  |  |  |  |  |  |  |  |
|  | 22. Guillermo V de Baviera (= 8)                   |  |  |  |  |  |  |  |  |  |  |  |  |  |  |  |
|  |                                                    |  |  |  |  |  |  |  |  |  |  |  |  |  |  |  |
|  |                                                    |  |  |  |  |  |  |  |  |  |  |  |  |  |  |  |
|  | 11. María Ana de Baviera                           |  |  |  |  |  |  |  |  |  |  |  |  |  |  |  |
|  |                                                    |  |  |  |  |  |  |  |  |  |  |  |  |  |  |  |
|  |                                                    |  |  |  |  |  |  |  |  |  |  |  |  |  |  |  |
|  | 23. Renata de Lorena (= 9)                         |  |  |  |  |  |  |  |  |  |  |  |  |  |  |  |
|  |                                                    |  |  |  |  |  |  |  |  |  |  |  |  |  |  |  |
|  |                                                    |  |  |  |  |  |  |  |  |  |  |  |  |  |  |  |
|  | 1. Violante Beatriz de Baviera                     |  |  |  |  |  |  |  |  |  |  |  |  |  |  |  |
|  |                                                    |  |  |  |  |  |  |  |  |  |  |  |  |  |  |  |
|  |                                                    |  |  |  |  |  |  |  |  |  |  |  |  |  |  |  |
|  | 24. Manuel Filiberto de Saboya                     |  |  |  |  |  |  |  |  |  |  |  |  |  |  |  |
|  |                                                    |  |  |  |  |  |  |  |  |  |  |  |  |  |  |  |
|  |                                                    |  |  |  |  |  |  |  |  |  |  |  |  |  |  |  |
|  | 12. Carlos Manuel I de Saboya                      |  |  |  |  |  |  |  |  |  |  |  |  |  |  |  |
|  |                                                    |  |  |  |  |  |  |  |  |  |  |  |  |  |  |  |
|  |                                                    |  |  |  |  |  |  |  |  |  |  |  |  |  |  |  |
|  | 25. Margarita de Francia                           |  |  |  |  |  |  |  |  |  |  |  |  |  |  |  |
|  |                                                    |  |  |  |  |  |  |  |  |  |  |  |  |  |  |  |
|  |                                                    |  |  |  |  |  |  |  |  |  |  |  |  |  |  |  |
|  | 6. Víctor Amadeo I de Saboya                       |  |  |  |  |  |  |  |  |  |  |  |  |  |  |  |
|  |                                                    |  |  |  |  |  |  |  |  |  |  |  |  |  |  |  |
|  |                                                    |  |  |  |  |  |  |  |  |  |  |  |  |  |  |  |
|  | 26. Felipe II de España                            |  |  |  |  |  |  |  |  |  |  |  |  |  |  |  |
|  |                                                    |  |  |  |  |  |  |  |  |  |  |  |  |  |  |  |
|  |                                                    |  |  |  |  |  |  |  |  |  |  |  |  |  |  |  |
|  | 13. Catalina Micaela de Austria                    |  |  |  |  |  |  |  |  |  |  |  |  |  |  |  |
|  |                                                    |  |  |  |  |  |  |  |  |  |  |  |  |  |  |  |
|  |                                                    |  |  |  |  |  |  |  |  |  |  |  |  |  |  |  |
|  | 27. Isabel de Valois                               |  |  |  |  |  |  |  |  |  |  |  |  |  |  |  |
|  |                                                    |  |  |  |  |  |  |  |  |  |  |  |  |  |  |  |
|  |                                                    |  |  |  |  |  |  |  |  |  |  |  |  |  |  |  |
|  | 3. Enriqueta Adelaida de Saboya                    |  |  |  |  |  |  |  |  |  |  |  |  |  |  |  |
|  |                                                    |  |  |  |  |  |  |  |  |  |  |  |  |  |  |  |
|  |                                                    |  |  |  |  |  |  |  |  |  |  |  |  |  |  |  |
|  | 28. Antonio de Navarra                             |  |  |  |  |  |  |  |  |  |  |  |  |  |  |  |
|  |                                                    |  |  |  |  |  |  |  |  |  |  |  |  |  |  |  |
|  |                                                    |  |  |  |  |  |  |  |  |  |  |  |  |  |  |  |
|  | 14. Enrique IV de Francia                          |  |  |  |  |  |  |  |  |  |  |  |  |  |  |  |
|  |                                                    |  |  |  |  |  |  |  |  |  |  |  |  |  |  |  |
|  |                                                    |  |  |  |  |  |  |  |  |  |  |  |  |  |  |  |
|  | 29. Juana III de Navarra                           |  |  |  |  |  |  |  |  |  |  |  |  |  |  |  |
|  |                                                    |  |  |  |  |  |  |  |  |  |  |  |  |  |  |  |
|  |                                                    |  |  |  |  |  |  |  |  |  |  |  |  |  |  |  |
|  | 7. Cristina de Francia                             |  |  |  |  |  |  |  |  |  |  |  |  |  |  |  |
|  |                                                    |  |  |  |  |  |  |  |  |  |  |  |  |  |  |  |
|  |                                                    |  |  |  |  |  |  |  |  |  |  |  |  |  |  |  |
|  | 30. Francisco I de Toscana                         |  |  |  |  |  |  |  |  |  |  |  |  |  |  |  |
|  |                                                    |  |  |  |  |  |  |  |  |  |  |  |  |  |  |  |
|  |                                                    |  |  |  |  |  |  |  |  |  |  |  |  |  |  |  |
|  | 15. María de Médici                                |  |  |  |  |  |  |  |  |  |  |  |  |  |  |  |
|  |                                                    |  |  |  |  |  |  |  |  |  |  |  |  |  |  |  |
|  |                                                    |  |  |  |  |  |  |  |  |  |  |  |  |  |  |  |
|  | 31. Juana de Austria                               |  |  |  |  |  |  |  |  |  |  |  |  |  |  |  |
|  |                                                    |  |  |  |  |  |  |  |  |  |  |  |  |  |  |  |
|  |                                                    |  |  |  |  |  |  |  |  |  |  |  |  |  |  |  |